# Estratègia d'inversió
En finances, una estratègia d'inversió és un conjunt de regles, comportaments i procediments, dissenyats per a orientar a un inversor en la selecció d'una cartera d'inversions. Generalment l'estratègia es dissenya envers el desavantatge risc-retorn dels inversors: alguns inversors prefereixen maximitzar els retorns esperats de la inversió a través d'actiu de risc, altres prefereixen reduir al mínim el risc, però la majoria d'inversors trien una estratègia en algun punt intermedi.
Les «estratègies passives» s'utilitzen sovint per a reduir al mínim els costos de les transaccions, mentre que les «estratègies actives» intenten maximitzar els rendiments.

## Exemple: comprar i mantenir
Una de les estratègies d'inversió més conegudes és "comprar i mantenir". Aquesta, és una inversió a llarg termini que es basa en el fet que en inversions de llarg termini, els mercats d'accions donen una bona taxa de rendiment tot i els períodes d'inestabilitat o caiguda. Una variant purament passiva d'aquesta estratègia és que un inversor  compra una petita proporció de la totalitat de les accions en un mercat com S&P 500, o més probablement, en un fons mutu anomenat fons d'índex.
Aquest punt de vista també sosté que la temporització del mercat, en el qual un inversor pot entrar en el mercat de valors baixos i vendre en valors alts, simplement no funciona o no funciona per als petits inversors, de manera que la millor idea simplement és comprar i mantenir.